# Babaryki (rejon miorski)
Babaryki (biał. Бабарыкі; ros. Бабарики) – wieś na Białorusi, w obwodzie witebskim, w rejonie miorskim, w sielsowiecie Powiacie.

## Historia
W czasach zaborów wieś w gminie Druja, w powiecie dzisieńskim, w guberni wileńskiej Imperium Rosyjskiego. W 1865 roku należała do dóbr Stajki, własność Miłoszów.
W latach 1921–1945 wieś leżała w Polsce, w województwie wileńskim, w powiecie dziśnieńskim, od 1926 w powiecie brasławskim, w gminie Druja.
Według Powszechnego Spisu Ludności z 1921 roku zamieszkiwały tu 174 osoby, wszystkie były wyznania rzymskokatolickiego. Jednocześnie 168 mieszkańców zadeklarowało polską przynależność narodową a 6 białoruską. Było tu 30 budynków mieszkalnych. W 1931 w 28 domach zamieszkiwało 172 osoby.
Wierni należeli do parafii rzymskokatolickiej i prawosławnej w Drui. Miejscowość podlegała pod Sąd Grodzki w Drui i Okręgowy w Wilnie; właściwy urząd pocztowy mieścił się w Drui.